# 3e bataillon de volontaires de Paris
Le 3e bataillon de volontaires nationaux de Paris, du district de Paris, était une unité militaire de l’armée française créée sous la Révolution française. Il fut également appelé plus simplement 3e bataillon de Paris.

## Création et différentes dénominations
Le 3e bataillon de volontaires nationaux de Paris est formé du 11 juillet au 18 juillet 1791 par l'élection des officiers des compagnies de fusiliers puis la formation  de la compagnie de grenadiers et de celle de canonniers au camp de Grenelle.

Le bataillon était formé avec les volontaires des 1re et 2e divisions de la garde nationale parisienne.
- La 1re division était composée des bataillons de la garde nationale des districts de Saint-Jacques-du-Haut-Pas (1er district), Saint-Victor (2e district), Saint-André-des-Arts (3e district), Saint-Marcel (4e district), Saint-Louis-en-l'Île (5e district), Le Val-de-Grâce (6e district), Saint-Étienne-du-Mont (7e district), La Sorbonne (8e district), Saint-Nicolas-du-Chardonnet (9e district) et Les Mathurins (10e district).
- La 2e division était composée des bataillons des districts Les Prémontrés (11e district), Henri IV (Barnabites) (12e district), Les Cordeliers (13e district), Notre-Dame (14e district), Saint-Séverin (15e district), Les Petits-Augustins (16e district), Abbaye-Saint-Germain (17e district), Jacobins-Saint-Dominque (18e district), Les Théatins (19e district) et Les Carmes Déchaussées (20e district).

Bien que constitué avant les 1er et 2e bataillon, ce bataillon reçu le N°3 par suite du tirage au sort.
- Lors de la première réorganisation en 1795, le 3e bataillon de volontaires de Paris n'est pas amalgamé étant donné qu'il a été capturé lors de la reddition du Quesnoy en 1793.

- Lors de la seconde réorganisation le 22 août 1796, à 7 heures du matin, le général Krieg assemblait au camp de Grenelle la 
  - 128e demi-brigade de première formation (2e bataillon du 68e régiment d’infanterie ci-devant Beauce, 3e bataillon de volontaires de l'Eure[1] et 6e bataillon de volontaires de l'Oise)
  - 2e bataillon du 49e régiment d’infanterie ci-devant Vintimille.
  - 1er bataillon du 83e régiment d’infanterie ci-devant de Foix.
  - 3e bataillon de volontaires de Paris
  - 7e bataillon bis de volontaires de Paris
  - 7e bataillon de volontaires de l'Yonne
  - 16e bataillon des Fédérés Nationaux

pour former la 7e demi-brigade de deuxième formation qui deviendra par l'arrêté du 1er vendémiaire an XII, le 7e régiment d'infanterie de ligne

## Commandants
- Louis Augustin Laurent Berthault
- Pierre François Marie Laval
- Jean Prudhon
- Claude Vezu

### Louis Augustin Laurent Berthault
- Né à Meaux, il est simple soldat au régiment de Navarre de 1781 à 1784.
- En 1789, il est capitaine aide-major du bataillon du Pont-Neuf dans la garde nationale parisienne
- Le 18 juillet 1791, il est capitaine des grenadiers au 3e bataillon de Paris.
- Le 26 juillet 1791, il est nommé lieutenant-colonel en chef du 3e bataillon de Paris.
- Le 25 novembre 1791, il est nommé capitaine au 104e régiment d'infanterie
- En 1792, il devient lieutenant-colonel du 6e régiment d'infanterie. Blessé très grièvement, par une bombe au siège de Thionville dans la nuit du 5 au 6 septembre il est remplacé le 4 juin 1793 par arrêté des représentants du peuple, ne pouvant reprendre son service.

### Pierre François Marie Laval
Lieutenant-colonel en second puis lieutenant-colonel en chef, il démissionne en février 1793.

Le 8 mars 1793, il est adjudant général employé à l'armée des Côtes et suspendu le 2 octobre 1793. Il ne fut jamais réemployé.

### Jean Prudhon
- Né à Montcenis en Saône-et-Loire il est soldat au régiment de Beauvoisis en ] puis sergent en 1779.
- En 1787, il est caporal au régiment des Gardes Françaises, et est congédié en 1788.
- En 1789, il est sous-lieutenant du 2e bataillon de la 2e division dans la garde nationale parisienne puis passe lieutenant en 1790.
- Le 18 juillet 1791, il devient capitaine au 3e bataillon de volontaires de Paris puis lieutenant-colonel en second le 31 décembre 1791.
- Après la démission de Pierre François Marie Laval il devient lieutenant-colonel en chef et est nommé provisoirement, le 4 août 1793, chef de brigade pendant le siège du Quesnoy par le général Goullus.
- Prisonnier de guerre à la capitulation du Quesnoy, rentré de captivité le 23 septembre 1795, par échange contre le colonel autrichien Brandis, il reprend comme chef de bataillon le commandement, resté vacant du 3e bataillon de Paris.
- En 1797, il est chef de brigade commandant la 7e demi-brigade de ligne.
- 1799, il est licencié, puis en 1800, il est admis au traitement de réformé et mis à la retraite en 1811.

## Historique des garnisons, combats et batailles

### 1791
- 11 juillet 1791 : Le 3e bataillon de Volontaires de Paris est formé au camp de Grenelle
- 3 août : le bataillon est mis en route pour rejoindre l'Armée du Nord, occupe Gonesse puis séjourne au camp de Verberie.
- Le 27 septembre, le bataillon quitte Verberie en direction de Laon en passant par Senlis, Compiègne, Noyon, Ham et Saint-Quentin. Le bataillon restera en garnison à Laon jusqu'en 1792.

### 1792
- En janvier 1792, il  se passe à Laon, un incident qui amène le licenciement de la 6e compagnie.
- Le 15 mars, le bataillon est ramené sur Paris puis est envoyé à Versailles en prévision de troubles. Versailles était un lieu de concentration des hommes et des chevaux destinés aux différentes armées.
- Le 21 mai, le 3e bataillon est affecté à l'armée du Centre.
- Le 25 mai, le bataillon quitte Versailles et loge le soir à Saint-Denis.
- Le 26 mai, il est à Dammartin-en-Goële.
- Le 27 mai, il est à Crépy-en-Valois et continuera sa route jusque Givet où il recevra ses ordres du général Lafayette.
- Le 6 juin, le bataillon campe sous Maubeuge.
- Les 11 et 27 juin, il est engagé à des combats et des affaires dans la région de Maubeuge.
- Le 10 août, versé dans l'armée du Nord, les 650 hommes du bataillon se trouvent dans la division du général Dampierre avec le 43e régiment d'infanterie et le 1er bataillon de volontaires de l'Aisne.
- Le 12 septembre, il part du camp de Grandpré avec le reste du corps du lieutenant général Chazot chargé de reprendre le défilé de La Croix-aux-Bois
- Le 13 septembre, il est à Vouziers.
- Le 14 septembre, au petit matin les Autrichiens sont assaillis et culbutés à La Croix-aux-Bois.
- Le 20 septembre, il est à Valmy, dans la 3e brigade de la division de gauche du lieutenant général Miranda.
- Le 6 octobre, il est en seconde ligne au camp de Savigny-sur-Aisne
- Le 11 octobre, il fait partie de la 1re colonne du général Beurnonville de l'armée de la Belgique avec le 1er bataillon de Paris
- Le 23 octobre, il prend part à l'affaire de Liège
- Le 6 novembre, réuni aux 1er et 2e bataillon de Paris il fait partie de l'avant-garde qui forme la droite de l'armée française et participe à la bataille de Jemappes.

Pendant l'hiver, le 3e bataillon prend une part active aux opérations en Belgique et en Hollande.

### 1793
- Fin février 1793, les 400 hommes du bataillon tiennent garnison à Brachelen dans l'arrondissement de Heinsberg en Rhénanie-du-Nord-Westphalie.
- Le 1er mars, sous le commandement du général Lanoue, il est aux avant-postes d'Aix-la-Chapelle près le Val de Morre lors la défaite d'Aldenhoven, et perd officiellement 247 hommes et un grand nombre de ses officiers.

Après cette terrible affaire d'Aldenhoven, le bataillon reçoit l'ordre de se rendre à Guise, pour se reposer et procéder au remplacement des officiers, sous-officiers et volontaires qu'il avait perdus.
- Le 3 avril, la réorganisation et le renforcement commencent.
- Le 7 mai, il entre en campagne et combat à Hasnon.
- En juin et juillet, il séjourne à Guise, qui sera son dépôt, puis Landrecies avant d'être envoyé
- début août renforcer la garnison du Quesnoy sous le commandement du général Goullus. 50 hommes sont envoyés à Guise, où le dépôt du bataillon était établi.
- Le 17 août, après que les Autrichiens aient pris Valenciennes, puis la forêt de Mormal, la ville est cernée de toutes parts.
- Le 22 août, la place de Guise, sans défense et menacée par la proximité de l'ennemi est évacuée par les 50 hommes du 3e, ainsi que huit hommes du 7e bataillon de volontaires de Paris et trois hommes du bataillon des Fédérés nationaux sous les ordres du capitaine Yvrié pour se rendre à Noyon.
- Le 25 août, le 3e bataillon effectue une sortie.
- Dans la nuit du 26 au 27 août, la tranchée est ouverte par les Autrichiens.
- Le 2 septembre, les Autrichiens commencent le bombardement de la ville, par 110 pièces de divers calibres, qui durera jusqu'au 10 septembre, à 6 heures du soir, sans interruption.
- Le 10 septembre, à 6 heures du soir un cessez-le-feu est conclu.
- Le 11 septembre, la capitulation du Quesnoy est signée par le général Goullus, le lieutenant-colonel Reynier du 98e régiment d'infanterie et le capitaine Molard du 3e bataillon de Paris.
- Le 13 septembre, le bataillon subit la capitulation et est fait prisonnier de guerre.

Après la capitulation du Quesnoy, qui amène pour la seconde fois la destruction du bataillon, le dépôt est la seule partie restante du 3e bataillon de Paris et constitue celui-ci jusqu'à la rentrée des prisonniers de guerre.
- Le 22 novembre, le bataillon est constitué de neuf fourriers, trois tambours, un canonnier, deux grenadiers et 36 volontaires plus les onze hommes du 7e bataillon de volontaires de Paris du bataillon des Fédérés nationaux sous les ordres du capitaine Yvrié.

### 1794-1795-1796
- Le 19 février 1794, il passe sous les ordres de l'adjudant-major Baltazar.
- En mars 1794, le dépôt passe de Noyon à Meaux puis à Rozay-en-Brie.
- Début décembre 1795, le dépôt est toujours à Rozay-en-Brie.
- Après deux ans de captivité, la rentrée des prisonniers de guerre s'effectue et le bataillon commence à se réorganiser. le dépôt repasse à Meaux.

D'abord concentré à Meaux, le bataillon en voie de reformation est bientôt envoyé à Soissons et à La Fère, lieu de concentration pour l'armée de l'intérieur.
- Le 1er mars 1796, le 3e bataillon de Paris est réorganisé.
- Le 22 août 1796, à 7 heures du matin, le général Krieg assemble au camp de Grenelle la 
  - 128e demi-brigade de première formation (2e bataillon du 68e régiment d’infanterie ci-devant Beauce, 3e bataillon de volontaires de l'Eure[1] et 6e bataillon de volontaires de l'Oise)
  - 2e bataillon du 49e régiment d’infanterie ci-devant Vintimille.
  - 1er bataillon du 83e régiment d’infanterie ci-devant de Foix.
  - 3e bataillon de volontaires de Paris
  - 7e bataillon bis de volontaires de Paris
  - 7e bataillon de volontaires de l'Yonne
  - 16e bataillon des Fédérés Nationaux

pour former la 7e demi-brigade de deuxième formation qui deviendra par l'arrêté du 1er vendémiaire an XII, le 7e régiment d'infanterie de ligne

## Bataille de Jemappes
« Les 4, 5 et 6 novembre 1792, le 1er bataillon de volontaires de Paris fait partie de l'avant-garde. 

Les 1er, 2e et 3e bataillons de Paris étaient à la gauche du régiment de Flandres.

Le 1er bataillon a repoussé un bataillon de Cobourg, flanqué par des hussards.

Les 2e et 3e bataillons ont tiré sur des grenadiers hongrois.

Le bataillon de Saint-Denis a fléchi quelques instants, mais bientôt leurs chefs l'ont ramené sur le champ de bataille où il s'est bien conduit.

Le 1er bataillon a capturé une pièce de 13.
Des soldats de Paris et des autres villes de la République, souffrent depuis plus de deux mois, de fatigues incroyables, passant la nuit au bivouac, gelés de froid et pénétrés par la pluie. »

## Bataille d'Aldenhoven
Copie de la relation envoyée au ministre de la guerre le 4 mars 1793 par Claude Vezu alors commandant du bataillon.
« Citoyen Ministre, je profite d'un instant de repos pour vous rendre compte du malheureux bataillon que je commande.
Le 3e bataillon de Paris que vous connaissez, était à l'avant-garde depuis le commencement de la campagne. Il a été longtemps sous vos ordres, il y était encore à la journée de Jemmapes et certes il eut une assez grande part à cette victoire célèbre. Ce bataillon composé de véritables républicains, vient de périr pour la défense de la liberté.

Je vous observe, citoyen Ministre, qu'il était réduit par les maladies, la désertion et les congés à 300 hommes en état de combattre.
Le général Stengel nous avait cantonnés à sept lieues d'Aix-la-Chapelle, dans un village appelé Brakel. Le bataillon était obligé de se partager pour garder un autre endroit appelé Hirfake, et de surveiller un espace de plus d'une lieue et demie sur la rive gauche de la Roër. Les ennemis étaient sur celle opposée, et presque tous les jours nous nous fusillions réciproquement. En un mot, notre poste a toujours été bien gardé.

Depuis longtemps, les fatigues extrêmes, les bivouacs continuels nous harassaient tellement que j'avais été forcé de demander au général Stengel un cantonnement ou le bataillon put rétablir ses forces pendant quelque temps. Mes représentations furent vaines;  le général y répondit même avec dureté et m'outragea  en me demandant "si j'avais peur". Indigné d'une pareille réponse je répliquai que nous ferions voir le contraire, et que, puisqu'il l'ordonnait, nous resterions à notre poste, dussions nous y mourir. L'évènement l'a bien justifié.
Le 28 février 1793, je reçus l'ordre d'aller relever le 2e bataillon de la Charente à une lieue et demi de notre cantonnement. On nous avait dit que ce lieu était sûr et qu'il y avait plusieurs postes en avant. Le lendemain de notre arrivée, le 1er mars, je reçus, à cinq heures du matin l'ordre de détacher 80 hommes à une demi-lieue pour renforcer le 1er bataillon de la Meuse dont l'effectif n'était que de 37 hommes avec un drapeau et 2 canons. Il me restait 250 hommes à peu près. Au même instant j'entendis battre la générale le long de la rivière. Je la fit battre aussi. et je pris toutes les dispositions convenables. Je me portais hors du village sur une hauteur ou je pouvais apercevoir tout ce qui se passait. A 6 h 30, le commandant du 14e bataillon de chasseurs, mon chef de brigade, m'envoya ordre de me retirer sur Aldenhoven si par hasard j'étais obligé de faire retraite. J'entendais des coups de canon et des fusilades du côté de Juliers. N'apercevant personne, je fis faire plusieurs mouvement pour former et déployer une colonne. A 10 heures, je vis passer le 2e bataillon de grenadiers de 800 hommes qui se retiraient sur Aldenhoven d'après les ordres qu'ils avaient reçu. Je le suivis mais bientôt un coteau le déroba à ma vue. J'appris après qu'il avait été entièrement défait. Je continuais à marcher sur Aldenhoven, lorsque j'entendis un bruit de mousqueterie. Au même moment, j'aperçus de la cavalerie qui s'avançait sur nous et que tout le monde pris pour de la cavalerie française. Le bataillon marchant toujours en colonne ayant une pièce à chaque angle, je le laissais à ma droite à environ trois cents pas et m'approchai de cette cavalerie. Lorsque je fus à cent pas, je reconnus que c'était les ennemis et j'aperçus ensuite une autre grosse colonne qui débouchait derrière la première. Je fis signe au bataillon, de dégager sur la droite pour être protégé par un village qui était près de nous. J'attendais du secours des nôtres, mais inutilement; nous étions abandonnés. 
Le commandant de la première colonne ennemie m'envoya un trimpette pour me dire de me rendre. Je ne fis nullement attention à sa sommation. Alors le commandant vint lui-même à vingt pas de moi me demandant si je voulais me rendre aux Autrichiens. Sur ma réponse négative, j'allais à toute bride vers le bataillon en criant aux canonniers de tirer à mitraille. Après avoir tiré seulement trois coups et tiré une décharge de mousqueterie, nous fument cernés de toutes parts. Que pouvaient faire 250 hommes d'infanterie contre deux grosses colonnes de cavalerie et surtout dans une plaine? Personne ne voulut se rendre. Dans un instant je fis enlever le drapeau, je vis massacrer mes braves compagnons, je restai ferme à mon poste.
Dans cette horrible situation, citoyen Ministre, il ne me restait qu'à mourir. Je m'y attendais, je le désirais, mais résolu à vendre ma vie chère à mes ennemis, je m'élançais sur eux, le sabre dans une main le pistolet dans l'autre. Je fus assaillis de tous côtés, on me tira plusieurs coups de carabine et de pistolet, on fondit sur moi à coup de sabre. Je me défendis et je ne fut atteint qu'au chapeau. Cependant si mon cheval effarouché par le nombre des ennemis qui m'investissaient, ne m'eut emporté à travers leurs escadrons, j'aurais inévitablement succombé. Mon évasion tient du prodige.
Voilà, citoyen Ministre, la pure, l'exacte vérité. Ceux de mes camarades qui ont échappé au carnage après avoir été laissé pour morts, peuvent vous garantir la scrupuleuse fidélité de ce triste récit. J'aurais voulu épargner par ma mort la vie à tous mes braves camarades, et je serais trop heureux su je puis un jour, comme eux, verser mon sang pour la défense de la patrie.
Je demande pour les parents des victimes la récompense qui leur est due. Je crois avoir perdu 250 hommes, dont quelques-uns, peut-être, ont été faits prisonniers. Les 80 que j'avais en détachement ont été épargnés. Il m'en reste environ 100, outre ceux qui sont en congés et aux hôpitaux. Voyez, citoyen, quel parti je dois prendre.
Je ne puis m'empêcher dans ma profonde douleur de faire une foule de réflexions sur ce triste évènement.
Pourquoi le général n'avait-il pas connaissance du passage des ennemis ?
Pourquoi n'avait-on pas renforcé tous les postes le long de la rivière à mesure que les eaux diminuaient ?
Pourquoi ne se trouvait-il tout au plus que 6 000 hommes pour garder 15 lieues de pays ?
Pourquoi laisser des bataillons isolés devant l'ennemi? Notre jonction avec le 2e bataillon de grenadiers nous aurait certainement permis de faire une belle retraite.
Avions-nous de la cavalerie pour nous protéger ?
Quel général nous a donné des ordres ?
Avons-nous vu un seul aide de camp ?
Avons-nous pu être surpris de la sorte sans être prévenus de l'approche de l'ennemi ?

J'en appelle à votre expérience, citoyen Ministre. 

Ne peut-on pas au moins reprocher une négligence criminelle à celui ou ceux qui commandaient l'avant-garde?

Je vous prie de communiquer cet écrit à la Convention nationale. J'en envoie une copie aux citoyens commissaires. »
Devenu général de division, Claude Vezu envoie un courrier non daté au Premier Consul reçu le 2 avril 1800
« Aux avant-postes d'Aix-la-Chapelle, le bataillon que je commandais fut entièrement détruit. Tous ceux qui le composaient préfèrent une mort honorable à la honte de se rendre au prince de Lambesc, Charles-Eugène de Lorraine. Environ six échappèrent, trente six furent fait prisonniers, et tout le reste fut massacré par le régiment de Royal-Allemand ».
« Perte des officiers, sous-officiers et volontaires du 3e bataillon de volontaires de Paris restés sur le champ de bataille ou faits prisonniers de guerre le 1er mars 1793 à l'affaire des avant-postes d'Aix-la Chapelle » est officiellement 247 hommes.  

## Siège du Quesnoy (1793)
Rapport sur la sortie du 3e bataillon
Lors du siège du Quesnoy, « le 25 août 1793, le 3e bataillon de volontaires de Paris marcha en avant de la redoute de Béar, avec ordre de se porter sur les hauteurs de Beaudignies, pour découvrir et s'emparer des ouvrages qu'y avait construit l'ennemi. Ce bataillon malgré la vive fusillade de l'ennemi retranché dans une redoute couronnée par plusieurs redans, y monta avec toute la valeur possible et soutint avec courage le feu à dix pas de l'ennemi.  Ce ne fut qu'à l'arrivée d'une nombreuse cavalerie qu'il fut obligé de prendre sa retraite, qu'il exécuta avec le plus grand ordre sur la ferme de Béar. Ce bataillon mérite les éloges dont il s'est toujours montré digne, tant par sa bonne discipline et tenue que le citoyen Prudhon, chef du bataillon, a établies que par le bon exemple qu'il a toujours donné. »
Rapport relatif au citoyen Goullus
« La place a été bravement défendue par le commandant Goullus et sa garnison. Elle n'a été rendue qu'après avoir essuyé neuf jours de blocus, quinze jours de tranchée ouverte et dix de bombardement. Elle a été foudroyée par environ 125 bouches à feu et presque entièrement incendiée par l'effet de 11 000 bombes, 29 000 boulets et 22 000 obus. »